# 瓦尔德格伊姆农村居民点
瓦尔德格伊姆农村居民点（俄语：Валдгеймское сельское поселение）是俄罗斯联邦犹太自治州比罗比詹区所属的一个农村居民点。其下辖有5个居民点，行政中心为瓦尔德格伊姆。据2016年统计，该农村居民点的人口为3132人。